# محوطه گندم کشت
محوطه گندم کشت مربوط به سده‌های اولیه اسلام است و در شهرستان ماسال، بخش مرکزی، دهستان حومه، روستای ماسوله خونی واقع شده و این اثر در تاریخ ۷ اسفند ۱۳۸۶ با شمارهٔ ثبت ۲۱۵۴۰ به‌عنوان یکی از آثار ملی ایران به ثبت رسیده است.